# Абергавенни
Абергаве́нни (англ. Abergavenny, валл. Y Fenni) — город в историческом и современном графстве Монмутшир, в Уэльсе, расположенный на границе Уэльса и Англии, из-за чего его иногда называют «воротами в Уэльс».

## Этимология названия
Название города происходит от древнего названия реки Гобанния (кельт. Gobannia), что на языке бриттов означает «река кузнецов», и свидетельствует о том, что здесь издавна находился важный центр по обработке металлов. На языке валлийцев река стала назваться Гавенни (валл. Gafenni), и город получил название Абергавенни (валл. Abergavenny), что означает устье (валл. aber) и Гавенни (валл. Gafenni), то есть город в устье реки Гавенни, или точнее «город в устье реки кузнецов». Другим указанием на название является валлийское слово гов (валл. gof), что означает кузнец, поэтому его также связывают с персонажем валлийского фольклора, кузнецом Гованноном (валл. Gofannon). C XV века в валлийском языке стала употребляться сокращённая форма названия И Венни (валл. Y Fenni).

## История
Самое раннее поселение на территории Абергавенни относится к 4000 году до н. э. Первое крупное поселение было построено древними римлянами. Основанная ими в 57 году крепость Гобанниум (лат. Gobannium), имела важное стратегическое значение, так, как контролировала главный проход между возвышенностью Блэк-Маунтинс и горным хребтом Брекон-Биконс на юге Уэльса. Легионеры охраняли дорогу в долине реки Аск, соединявшую крепости Бурриум (лат. Burrium, ныне Аск) и Иска Аугуста (лат. Isca Augusta), или Иска Силурум (лат. Isca Silurum, ныне Керлеон) на юге с И Гер, Брекон и Мид Уэльс. Гобанниум был построен, с целью сохранения мира среди местного племени силуров и просуществовал до 400 года. Остатки стен этой крепости были обнаружены к западу от замка Абергавенни при создании фундамента для строительства нового почтового отделения и телефонной станции в конце 1960-х годов.
После завоевания этой территории норманнами, в 1087 году был построен замок баронов Бергавенни. Первым бароном Амеленом де Баланом здесь было также основано монастырское подворье с церковью в честь Пресвятой Девы Марии. Монастырское подворье принадлежало аббатству Святого Викентия в Ле-Мане, во Франции.
Вокруг замка со временем появился город, называвшейся вначале Бергавенни. В 1175 году Абергавенни стал местом вероломного убийства местной валлийской знати хозяином замка, Уильямом де Браозом. В 1182 году валлийцы отвоевали замок и город у норманнов.
В 1241 году вокруг Абергавенни была возведена крепостная стена с четырьмя большими воротами. Население города постоянно росло до эпидемии чумы, разразившейся здесь в конце 1340-х годов.
В 1404 году Абергавенни был захвачен Оуэном Глиндуром. По преданию, восставших провела в город местная жительница в полночь небольшой группой через ворота Рыночной улицы. Они открыли ворота, впустили захватчиков, ожидавших их за крепостной стеной, после чего разграбили и сожгли город, оставив нетронутым лишь замок. С тех пор Рыночную улицу называют улицей Предателей. Оуэн Глиндур объявил Абергавенни владением своего незаконнорождённого сына, но через две недели восставшим пришлось оставить город.
Население города снова стало расти в XVI и XVII веках, когда здесь велась активная торговля ткацкими и кожевенными изделиями, ставшая основным источником дохода горожан.
Во время Реформации в 1541 году монастырское подворье с церковью в честь Пресвятой Девы Марии было упразднено и на его месте основана гимназия короля Генриха VIII, само же место перешло во владение к семье Гюнтер.
Во время гражданской войны в 1645 году, король Карл I посетил Абергавенни и председательствовал здесь на суде над сэром Тревором Уильямсом, 1-м баронетом Ллангибби и другими парламентариями.
В 1639 году Абергавенни получил хартию, предусматривавшую некоторое самоуправление в городе. Хартия была дополнена привилегиями в 1657 году, но, кажется, они так и не вступили в силу. Из-за отказа глав местных корпораций присягать королю Вильгельму III в 1688 году хартия была отменена.
Впервые рынок в Абергавенни упоминается в 1211 году в хартии Уильяма де Браоза, в которой он даровал монастырскому подворью право сбора десятины с торгующих. Право на проведение двух еженедельных рынков и трёх ежегодных ярмарок в Абергавенни было подтверждено в 1657 году. В городе производили и торговали валлийской фланелью и, модными в то время, париками из козьей шерсти.
Титул баронов Бергавенни закрепился за семьёй Невиллов при Эдуарде Невилле, 3-м бароне Бергавенни (ум. 1476), младшем сыне Ральфа де Невилла, 1-го графа Уэстморленда и его второй жены Джоан Бофорт, дочери Джона Гонта, 1-го герцога Ланкастера. Он женился на наследнице Ричарда де Бошана, 1-го графа Вустера, от которой в приданое получил замок и поместье в Абергавенни. В 1392 году его тесть был вызван в парламент как лорд Бергавенни, сам Эдуард Невилл был вызван в парламент под таким титулом в 1450 году. Его прямые потомки мужского пола пресеклись в 1387 году на Генрихе Невилле, 6-м бароне Бергавенни. Титул в 1604 году перешёл к его двоюродному брату, Эдуарду Невиллу, 8-му барону Бергавенни (ум. 1622). Эта линия продолжается и ныне. В 1784 году Невиллы получили титул графов Абергавенни, ав 1876 году Уильям Невилл, 5-й граф Абергавенни (ум.1915), активный сторонник тори, стал 1-м маркизом Абергавенни.
В городе, после своего бегства в Великобританию, в военном госпитале под конвоем находился Рудольф Гесс.

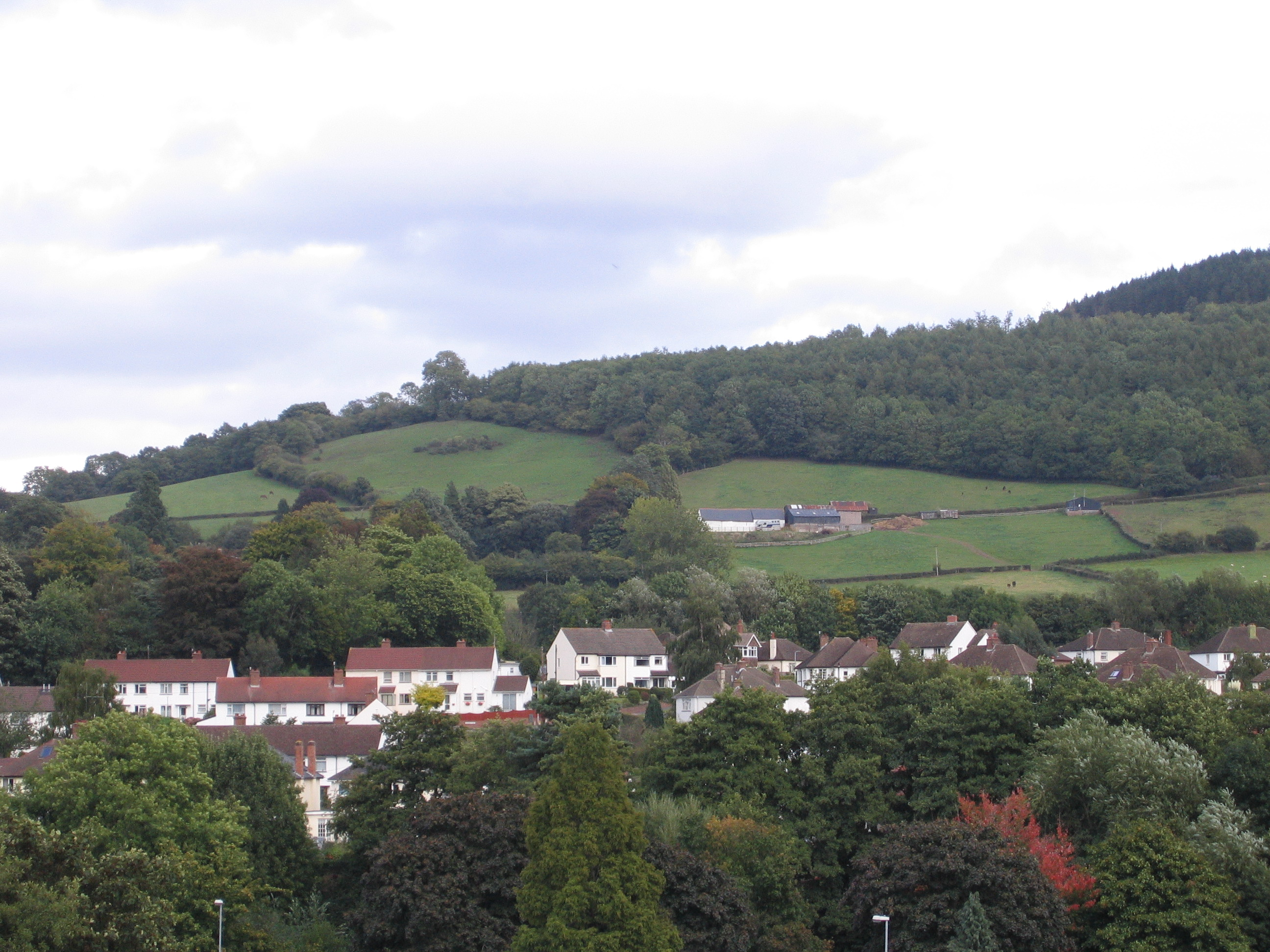
Абергавенни

## География
Абергавенни находится в горной долине на юге Уэльса меж гор Шугар Лоаф (англ. Sugar Loaf, 596 м) и Блорендж (англ. Blorenge, 559 м) на месте впадения реки Гавенни в реку Аск. Город также окружают пять холмов покрытых лесами: Скиррид Фавр (англ. Skirrid Fawr, 486 м), Литтл Скиррид (англ. Little Skirrid, 270 м), Дери (англ. Deri, 343 м), Ролбен (англ. Rholben) и Минидд Лланвенарт (англ. Mynydd Llanwenarth). Абергавенни находится на территории возвышенности Чёрные горы, рядом с горным хребтом Брекон Биконз, на территории которого находится национальный парк.

## Климат
Абергавенни относится к умеренному климату (Cfb). Погода часто меняется. Лето тёплое мягкое. Зима без сильных заморозков. Снега выпадает немного, но достаточно, чтобы покрыть близлежащие холмы.
Самый тёплый месяц в году — август; самый холодный — февраль. Влажность средняя. Больше всего осадков выпадает в январе; меньше всего в июне.
| Показатель                    | Янв.  | Фев.  | Март  | Апр.  | Май   | Июнь | Июль  | Авг.  | Сен.  | Окт.  | Нояб. | Дек.  | Год    |
| ----------------------------- | ----- | ----- | ----- | ----- | ----- | ---- | ----- | ----- | ----- | ----- | ----- | ----- | ------ |
| Средний суточный максимум, °C | 6,0   | 6,1   | 8,5   | 11,5  | 15,0  | 17,5 | 19,4  | 19,5  | 16,4  | 12,7  | 9,0   | 6,5   | 12,4   |
| Средний суточный минимум, °C  | 1,0   | 0,5   | 2,1   | 3,4   | 6,2   | 9,3  | 11,3  | 11,3  | 8,9   | 6,6   | 3,5   | 1,3   | 5,5    |
| Норма осадков, мм             | 202,7 | 145,5 | 137,8 | 104,2 | 100,9 | 70,8 | 101,0 | 106,6 | 132,1 | 196,9 | 179,4 | 196,4 | 1672,2 |
| Источник: Met Office          |       |       |       |       |       |      |       |       |       |       |       |       |        |

## Символы
Герб Абергавенни был пожалован 27 марта 1901 года, а 19 апреля 1976 года утверждён приказом городского совета.
Красное поле норманнского щита разделено двумя белыми линиями буквой Х на четыре части. В нижней части золотые зарешечённые ворота, справа и слева золотые геральдические лилии. В верхней части золотая роза. Герб венчает баронский шлем с серебряным быком в цепи. На теле у быка две золотые геральдические лилии.
Под гербом линия с девизом Абергавенни на латыни: «Hostes nunc amici», что означает Недруги стали друзьями.

## Экономика

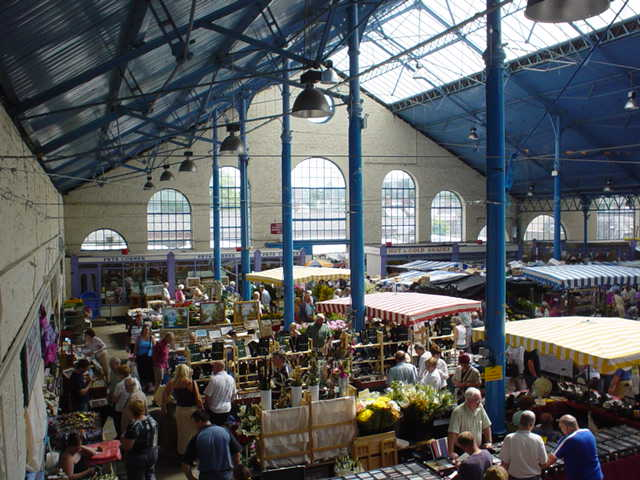
Маркет Холл в Абергавенни, 2009

В Абергавенни нет крупной промышленности. В городе развита пищевая и лёгкая промышленность, на ярмарках с XVIII—XIX веков ведётся активная торговля крупным рогатым скотом и лошадьми. Туристический сектор также поддерживают местную экономику.
В здании городского рынка (англ. Market Hall) по вторникам, пятницам и субботам проходит розничная торговля, по средам работает блошиный рынок, каждый 4-й четверг месяца — фермерский рынок; 3-е воскресенье месяца — антикварный, 2-я суббота месяце — ярмарка народных умельцев.

## Транспорт
Железнодорожная станция в Абергавенни открылась 2 января 1854 года, и находится на линии валлийской марки.

## Местное самоуправление
С 1899 года Абергавенни управляется мэром, 4 старейшинами и 12 советниками.
Мэр города с 2012 года Саманта Додд.

## Культура

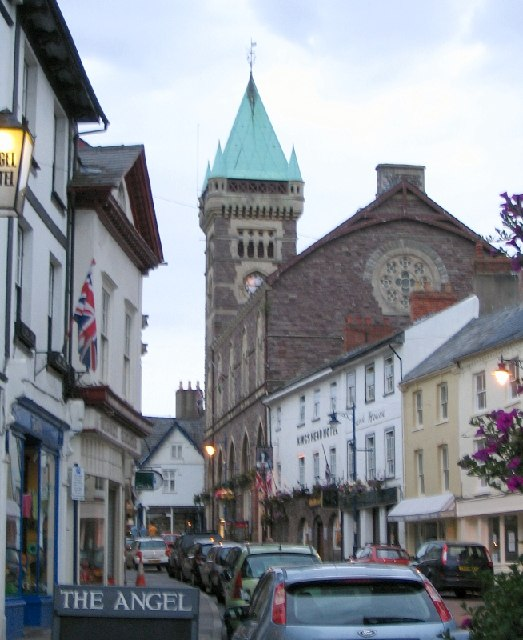
Башня с часами Маркет Холла в Абергавенни

В Абергавенни в 1838 и 1913 годах проходил Национальный Валлийский Фестиваль. Ежегодно в сентябре в городе проводится фестиваль еды, на котором представлены кухни народов мира.
Музей Абергавенни находится в замке. В городе действует, основанный в 1884 году, духовой оркестр.
В городе есть футбольный клуб Абергавенни Тьюсдейз (англ. Abergavenny Thursdays FC), основанный в 1927 году, и в настоящее время являющийся членом 3 дивизиона Гвентской областной лиги; крикетный клуб, основанный в 1834 году, хоккейный клуб, основанный в 1897 году, и теннисный клуб. В городе также есть местная команда регби Абергавенни (англ. Abergavenny RFC), играющая во 2 дивизионе Восточной лиги.
В 2007 и 2009 годах в Абергавенни проводился Британский национальный чемпионат по велоспорту.
Абергавенни упоминается в произведениях Уильма Шекспира (Генрих VIII), Артура Конан Дойля (Приключения в приоратской школе из серии рассказов о Шерлоке Холмсе) и Джоан Роулинг (Гарри Поттер и узник Азкабана).
Вышедший на экраны в 1996 году фильм Интимные отношения с Джули Уолтерс и Рупертом Грейвсом в главных ролях был большой частью снят в окрестностях Абергавенни.

### Валлийский язык
В последние десятилетия число горожан, владеющих валлийским языком, резко возросло. По данным переписи населения 2001 года 10 % местных жителей говорили на валлийском языке, что в пять раз больше, чем по данным переписи 1991 года, когда валлийским владело только 2 % горожан.
В городе находится одна из двух валлийских общеобразовательных школ Монмутшира, Исгол Гимраэг и Венни (валл. Ysgol Gymraeg у Fenni), основанная в начале 1990-х. Здесь также находится офис валлийских обществ Кимрейгиддион и Венни (валл. Cymreigyddion у Fenni), и Абергавенни Эйстеддфод (валл. Abergavenny Eisteddfod).

## Достопримечательности
| Объект | Описание |
|        | Замок Абергавенни — норманнский замок, построенный в 1087 году бароном Амеленом де Баланом по приказу короля Вильгельма I Завоевателя. В XIII—XIV веке при бароне Джоне Гастингсе был перестроен. На западе близ замка находятся руины древнеримской крепости Гобанниум. 5 июля 1952 года внесён в I Список памятников архитектуры Великобритании. |
|        | Церковь Пресвятой Девы Марии — готическая церковь, построенная 1090 году бароном Амеленом де Баланом. Из-за своих больших размеров называется «Вестминстерским аббатством Уэльса». 5 июля 1952 года внесена в I Список памятников архитектуры Великобритании.                                                                                      |

## Города-побратимы
- Сарно (итал. Sarno), Италия
- Эстринген (нем. Östringen), Германия
- Бопро (фр. Beaupréau), Франция